# 1939 en football
Cet article présente les faits marquants de l'année 1939 en football.

## Chronologie
- 22 janvier : au Parc des Princes de Paris, l'équipe de France s'impose 4-0 face à l'équipe de Pologne.
- 16 mars : au Parc des Princes de Paris, l'équipe de France concède le nul 2-2 face à l'équipe de Hongrie.
- 29 avril : Portsmouth remporte la FA Cup en s’imposant en finale face à Wolverhampton, 4-1.
- 14 mai : le Racing club de Paris remporte la Coupe de France face à l'Olympique Lillois, 3-1.
- 18 mai : au Stade du Heysel de Bruxelles, l'équipe de Belgique s'incline 1-3 face à l'équipe de France.
- 21 mai : au Stade olympique Yves-du-Manoir de Colombes, l'équipe de France s'impose 2-1 face à l'équipe du Pays de Galles.
- 6 juin : fondation du club congolais Tout Puissant Mazembe sous le nom de « FC Saint-Georges »
- 19 juin : le Wydad Athletic Club créa sa section de football, il s'agit de la troisième section du club.
- La Seconde Guerre mondiale met fin aux compétitions nationales en Angleterre, la saison 1939-1940 est annulée mais plusieurs compétitions régionales suivent leur cours.
- 15 octobre : 1er match footballistique de l'histoire du Wydad AC, dont il a remporté la victoire face a l'US Marocaine sur le score de 3-1 au sein de la 1re journée du championnat marocaine des équipes réserves.
- 15 décembre : fondation du club Algérien Mouloudia Olympique de Constantine.

## Champions nationaux
- Le CA Independiente est champion d'Argentine.
- L'US Marocaine est champion du Maroc.
- Le Grasshopper-Club Zurich est champion de Suisse.

## Naissances
Plus d'informations : Liste d'acteurs du football nés en 1939.
- 6 janvier : Valeri Lobanovski, footballeur puis entraîneur soviétique.
- 2 février : Enrico Albertosi, footballeur italien.
- 16 mars : Carlos Bilardo, entraîneur argentin.
- 17 mars : Giovanni Trapattoni, footballeur puis entraîneur italien.
- 31 mars : Karl-Heinz Schnellinger, footballeur allemand.
- 29 juin : Amarildo, footballeur brésilien.
- 18 juillet : Robert Herbin, footballeur puis entraîneur français.
- 21 juillet : Helmut Haller, footballeur allemand.
- 16 octobre : Amancio Amaro, footballeur espagnol.
- 27 octobre : Jean Djorkaeff, footballeur français.

## Décès
- 23 janvier : Matthias Sindelar, footballeur autrichien.
- 25 août : décès à 51 ans de Jan Vos, international néerlandais ayant remporté la médaille de bronze  aux Jeux olympiques d'été de 1912.

## Liens
- RSSSF : Tous les résultats du monde